# Лукашівська сільська рада (Чорнобаївський район)
Лукаші́вська сільська́ ра́да — адміністративно-територіальна одиниця та орган місцевого самоврядування в Чорнобаївському районі Черкаської області. Адміністративний центр — село Лукашівка.

## Загальні відомості
- Населення ради: 1 738 осіб (станом на 2001 рік)

## Населені пункти
Сільській раді підпорядковані населені пункти:
- с. Лукашівка
- с. Веселий Поділ
- с-ще Вишнівка
- с. Григорівка
- с. Новоселиця

## Склад ради
Рада складалася з 16 депутатів та голови.
- Голова ради: Ратушний Микола Васильович
- Секретар ради: Джулай Валентина Іванівна

### Керівний склад попередніх скликань
| Прізвище, ім'я, по батькові | Основні відомості                                                         | Дата обрання | Дата звільнення |
| --------------------------- | ------------------------------------------------------------------------- | ------------ | --------------- |
| Ратушний Микола Васильович  | Сільський голова, 1961 року народження, освіта вища, член Народної партії | 26.03.2006   | 31.10.2010      |
| Ратушний Микола Васильович  | Сільський голова, 1961 року народження, освіта вища, член Партії регіонів | 31.10.2010   |                 |

Примітка: таблиця складена за даними сайту Верховної Ради України

### Депутати
За результатами місцевих виборів 2010 року депутатами ради стали:

#### За суб'єктами висування
| Суб'єкт висування | Кількість обраних депутатів | %    |
| ----------------- | --------------------------- | ---- |
| Партія регіонів   | 14                          | 87,5 |
| Самовисування     | 2                           | 12,5 |

#### За округами
| № округу        | Прізвище, ім'я, по батькові     | Дата визнання обраним | Освіта             | Партійна приналежність | Відомості про обраного депутата                             |
| --------------- | ------------------------------- | --------------------- | ------------------ | ---------------------- | ----------------------------------------------------------- |
| Партія регіонів |                                 |                       |                    |                        |                                                             |
| 1               | Вертипорох Василь Васильович    | 02.11.2010            | вища               | позапартійний          | ПСП «Нива», інженер по трудомістких процесах в тваринництві |
| 3               | Джулай Валентина Іванівна       | 02.11.2010            | середня спеціальна | позапартійна           | Лукашівська сільська рада, секретар сільської ради          |
| 4               | Зінченко Наталія Олександрівна  | 02.11.2010            | вища               | член Партії регіонів   | ПСП «Нива», головний зоотехнік                              |
| 6               | Курлюк Валентина Миколаївна     | 02.11.2010            | середня спеціальна | позапартійна           | ПСП «Нива», вагар                                           |
| 7               | Марченко Ірина Михайлівна       | 02.11.2010            | вища               | позапартійна           | ПСП «Нива», помічник завідувача МТФ № 5                     |
| 8               | Масилюк Ольга Іванівна          | 02.11.2010            | середня спеціальна | член Партії регіонів   | пенсіонер                                                   |
| 9               | Онищенко Юлія Володимирівна     | 02.11.2010            | середня            | позапартійна           | Сільська бібліотека с. Лукашівка, бібліотекар               |
| 10              | Осадча Валентина Анатоліївна    | 02.11.2010            | середня спеціальна | позапартійна           | ПСП «Нива», обліковець МТФ № 4                              |
| 11              | Остапенко Євгенія Іванівна      | 02.11.2010            | середня            | позапартійна           | ПСП «Нива», сторож                                          |
| 12              | Парфентьєв Олександр Васильович | 02.11.2010            | вища               | позапартійний          | ПСП «Нива», інженер з охорони праці                         |
| 13              | Пейсель Катерина Володимирівна  | 02.11.2010            | середня спеціальна | позапартійна           | ПСП «Нива», ветфельдшер                                     |
| 14              | Саєнко Тетяна Павлівна          | 02.11.2010            | середня спеціальна | позапартійна           | Дитячий садок с. Лукашівка, вихователь                      |
| 15              | Шевчук Олексій Станіславович    | 02.11.2010            | середня            | позапартійний          | ПСП «Нива», водій                                           |
| 16              | Якуба Олександр Петрович        | 02.11.2010            | середня спеціальна | позапартійний          | ПСП «Нива», тракторист                                      |
| Самовисування   |                                 |                       |                    |                        |                                                             |
| 2               | Дернова Людмила Іванівна        | 02.11.2010            | вища               | позапартійна           | Лукашівський НВК, вчитель початкових класів                 |
| 5               | Казанцева Ірина Василівна       | 02.11.2010            | середня спеціальна | позапартійна           | Новоселицький ФП, завідувачка                               |